# 林恩 (印第安納州)
林恩（英語：Lynn）是一個位於美國印地安納州蘭道夫縣的城鎮。

## 人口
根據2010年美國人口普查的數據，林恩的面積為1.46平方千米，當中陸地面積為1.46平方千米，而水域面積為0.00平方千米。當地共有人口1,097人，而人口密度為每平方千米751人。